# Ціаноз
Ціано́з (або синюха) — синюшне забарвлення шкіри або слизових оболонок, пов'язане з присутністю гемоглобіну еритроцитів, який недостатньо насичений киснем, у поверхневих кровоносних судинах шкіри та слизових оболонок.

## Види
Існують 2 принципові форми ціанозу:
- Центральний ціаноз — характеризується зниженим насиченням кисню артеріальної крові внаслідок право-лівого шунтування крові або погіршення функції легень.
- Периферійний ціаноз — характеризується спазмом судин шкіри внаслідок низького серцевого викиду, або перебування на холодному повітрі чи у холодній воді.

## Етіологія та патогенез
Ціаноз шкіри може виникати в силу таких головних причин:
- обструкції, обтюрації, звуженні дихальних шляхів при стриктурах, травмах, пухлинах, бронхолегеневих кровотечах, аспіраційному синдромі, чужорідних тілах, тиску ззовні, при бронхоспазмі;
- порушенні дихального механізму : механічне порушення дихання при ушкодженні каркаса грудей, запальних захворюваннях легеневої тканини, пневмофіброзі, при пухлинах, кістах, функціональному порушенні дихання (частоти, глибини, ритму);
- зменшенні об'єму плевральної порожнини (гідроторакс, пневмоторакс, піоторакс, гемоторакс, хілоторакс); асциті, релаксації діафрагми, парезі кишковика, деформації хребта;
- при захворюваннях серця і судин: сині вади серця, перикардити, порушення скорочувальної здатності міокарду, тромбоемболії, склерозі, ендартеріїті легеневої артерії (синдром Аерца).

## Лікування
Лікування хворих з ціанозом визначається основним захворюванням. Нерідко, в основному в гострих випадках, наявність ціанозу може бути показанням до кисневої терапії, інтенсифікації лікування основного захворювання. У таких випадках зменшення ціанозу розцінюється як показник ефективності лікування, що проводиться. При гостро виниклому ціанозі необхідно негайно викликати швидку допомогу.